# لینوس ویکلوند
لینوس ویکلوند (به انگلیسی: Linus Wiklund؛ زادهٔ ۳ فوریهٔ ۱۹۸۳) که به‌طور حرفه‌ای با نام لوتوس آی‌وی (به انگلیسی: Lotus IV) شناخته می‌شود، ترانه‌پرداز و تهیه‌کنندهٔ موسیقی سوئدی می‌باشد.